# Abdoulaye Diallo (calciatore 1963)
Abdoulaye Diallo (Dakar, 27 gennaio 1963) è un ex calciatore senegalese, di ruolo attaccante.

## Biografia
Nel 1975 perde suo padre a soli 12 anni, divenendo presto il punto di riferimento per i suoi sette fratelli. Nel 1984 sposa Mérémé, una senegalese, ottenendo la cittadinanza francese nel 1985.

## Carriera

### Club
Comincia a giocare a calcio all'età di 17 anni, entrando nel 1983 nell'Olympique Marsiglia. Vince due campionati francesi prima di trasferirsi al Bastia nel 1990, società nella quale pone fine alla sua carriera professionistica.
Vanta 8 presenze e un gol nelle competizioni calcistiche europee: la sua unica rete è stata realizzata nell'edizione 1987-1988 della Coppa delle Coppe UEFA, nella partita vinta 4-0 dal Marsiglia contro i croati dell'Hajduk Spalato.

### Nazionale
Tra il 1987 ed il 1990 ha giocato in totale 6 partite nella nazionale senegalese, con la quale ha tra l'altro anche preso parte alla Coppa d'Africa del 1990.

## Palmarès

### Club

#### Competizioni nazionali
- Campionato francese: 2

Marsiglia: 1988-1989, 1989-1990